# Eija Vilpas

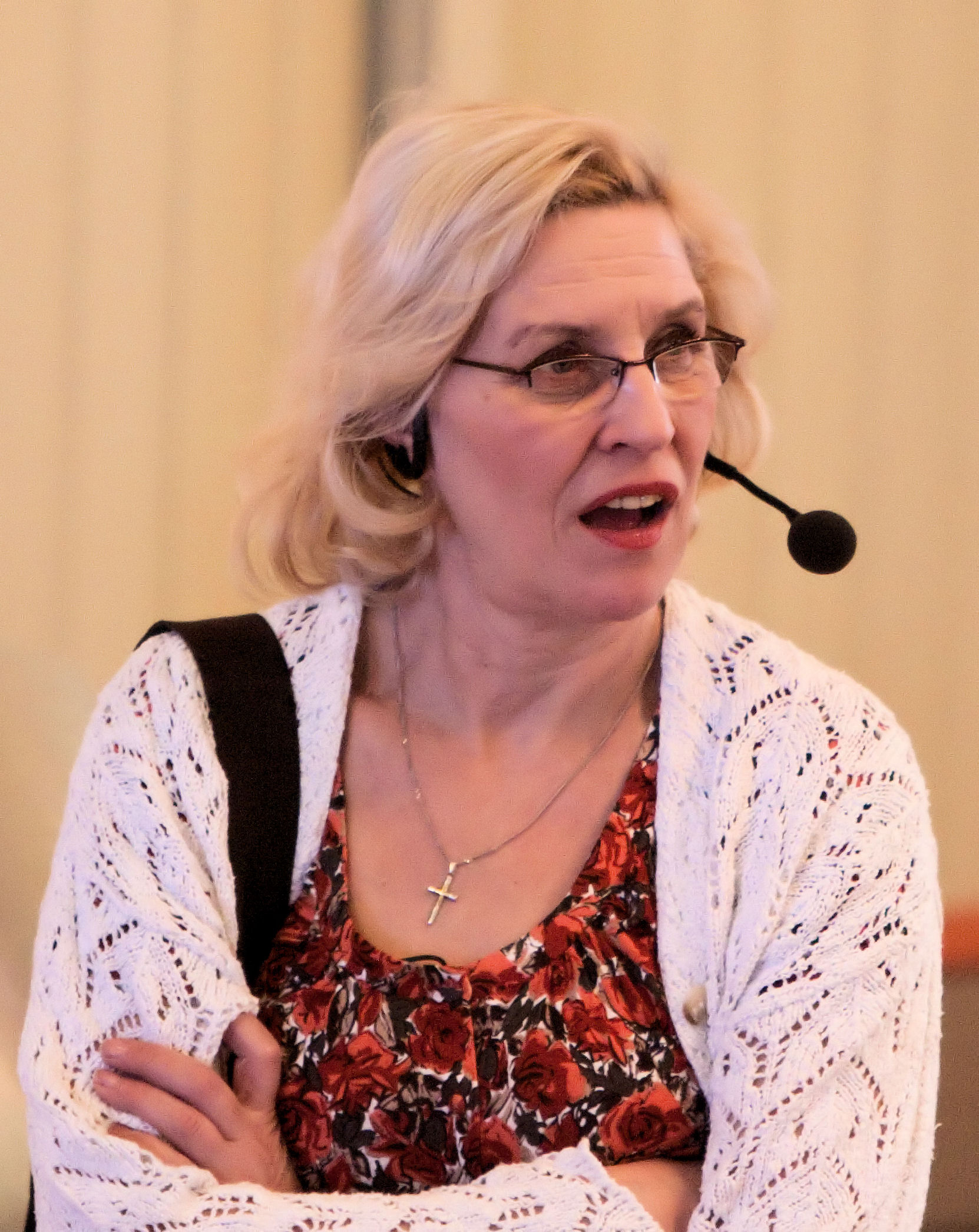
Eija Vilpas (2009)

Eija Annikki Vilpas (* 17. Juli 1957 in Tuusula, Finnland) ist eine finnische Schauspielerin.

## Leben
Nach ihrem Lehramtsstudium absolvierte Eija Vilpas erfolgreich eine Schauspielausbildung an der Theaterakademie Helsinki. Anfang der 1980er Jahre spielte sie in Filmen wie Der Lügner, Die Wertlosen und Mich laust der Affe mit. Danach hatte sie ihren großen Erfolg beim finnischen Fernsehen mit der Fernsehserie Fakta homma. Gemeinsam mit Hannele Lauri spielte sie die Hauptrolle in der von 1991 bis 1995 laufenden Fernsehserie Hynttyyt yhteen. Für ihre Darstellung wurde sie 1992 und 1993 jeweils mit dem Telvis Award ausgezeichnet.
Vilpas war mit dem Schauspieler Ville Virtanen verheiratet. Mit ihm hat sie drei Kinder, die 1987 und 1992 geboren wurden. Aktuell ist sie für Finnland als UNICEF-Botschafterin tätig.

## Filmografie (Auswahl)
- 1981: Der Lügner (Valehtelija)
- 1982: Die Wertlosen (Arvottomat)
- 1983: Mich laust der Affe (Apinan vuosi)
- 1986–1998: Fakta homma (Fernsehserie, 33 Folgen)
- 1991–1995: Hynttyyt yhteen (Fernsehserie, 52 Folgen)
- 1991: Night on Earth – Stimme im Taxifunk
- 1995–1996: Herkku & Partanen (Fernsehserie, 20 Folgen)
- 2000: Komplizinnen aus Angst (Pelon maantiede)
- 2012: Road North – Nordwärts (Tie pohjoiseen)
- 2015: Heavysaurus – Ein rockiges Steinzeit-Abenteuer (Hevisaurus-elokuva)